# Oroners
Oroners u Orones fue una localidad española, hoy día despoblada, de la provincia de Lérida, en la comunidad autónoma de Cataluña.

## Geografía
La localidad se encontraba situada al oeste del río Noguera Pallaresa, en su margen derecha. El lugar pertenece a la provincia de Lérida, en Cataluña. Habría estado ubicado en el término municipal de Camarasa, donde se localizan varios de los restos.

## Historia
A mediados del siglo XIX, la localidad, por entonces dependiente del distrito municipal de Fontllonga, contaba con una población de 20 habitantes. Aparece descrita en el duodécimo volumen del Diccionario geográfico-estadístico-histórico de España y sus posesiones de Ultramar de Pascual Madoz de la siguiente manera: 

ORONES: l. dependiente del distrito municipal de Fotllonga, en la prov. de Lérida (6 leg), part. jud. de Balaguer (4), aud. terr. y c. g. de Barcelona (26), arciprestazgo de Ager (4); está sit. parte en un vallado, y parte en monte, á poca dist. de la orilla der. del r. Noguera Palleresa: el clima es templado, padeciéndose tercianas, calenturas pútridas y catarros, y reinan los vientos del N. y E. Consta la pobl. de 30 casas, é igl. parr. (San Salvador), de la que dependen las casas de San Justo y el anejo (*); de Ametlla, sirviéndolo un cura párroco de nombramiento del arcipreste, ademas de otro que reside en el anejo espresado. Confina el térm. por el N. con el de Ametlla; E. el r. Noguera Pallaresa; S. Sta. Liña, y O. la Regula; 1/2 leg. en todas direcciones, á escepcion del É., que se estiende 3/4; comprende dentro de él la ald. y térm. rural de Monclus, el monte de Sta. Liña al S., y el cot. red. y casas de San Justo al O., bañándole por su estremo oriental el r. Noguera Pallaresa; tambien se encuentran varias fuentes potables de agua de buena calidad: el terreno es parte llano de huerta, y lo restante montuoso, árido, de secano y pedregoso: caminos: uno que dirige por la cap. del part. al ant. corregimiento de Talarn, pasando por los Terradenst, de estado regular: la correspondencia se recibe de la administración de Balaguer 3 veces a la semana, por espreso que mandan los interesados. prod.: centeno, cebada, judias, cáñamo, patatas, hortalizas, vino y aceite: cria ganado lanar, cabrio y vacuno, caza de perdices, conejos y liebres, y pesca de truchas y barbos: ind.: agrícola y un molino de harina y otro aceitero. pobl.: 5 vec., 20 alm. riqueza imp.: 8,509 rs. contr. el 14'48 por 100 de esta riqueza.
(Madoz, 1849, p. 369)

Al parecer muchas de las casas del pueblo, despoblado ya en 1923, habrían sido anegadas por las aguas del embalse de Camarasa. En lo referente a patrimonio arquitectónico relacionado con la localidad se encuentran la iglesia de San Salvador y el castillo de Oroners, además de la iglesia de la Mare de Déu del Remei, próxima a la fortaleza.